# Iwanuma

Iwanuma (岩沼市 Iwanuma-shi?) este un municipiu din Japonia, prefectura Miyagi.